# Joe Chambers
Joe Chambers (25 giugno 1942) è un batterista, pianista e vibrafonista statunitense.
Nel corso della sua carriera ha collaborato con tantissimi artisti tra cui Bobby Hutcherson, Archie Shepp, Wayne Shorter, Miles Davis, Donald Byrd, Chick Corea, Art Farmer, Joe Henderson, Andrew Hill, Freddie Hubbard, Charles Mingus, Woody Shaw e altri.

## Discografia parziale
- 1974 – The Almoravid
- 1976 – New World
- 1977 – Double Exposure
- 1981 – New York Concerto
- 1991 – Phantom of the City
- 1998 – Mirrors
- 2006 – The Outlaw
- 2010 – Horace to Max
- 2012 – Joe Chambers Moving Pictures Orchestra